# Cyklophonungsfågel
Cyklophonungsfågel (Ptiloprora mayri) är en fågel i familjen honungsfåglar inom ordningen tättingar.

## Utbredning
Fågeln förekommer på norra Nya Guinea (bergsområdena Foja, Cyclops och Bewani). Den delas in i två underarter med följande utbredning:
- Ptiloprora mayri mayri – nordcentrala Nya Guinea (Cyclopsbergen)
- Ptiloprora mayri acrophila – norra Nya Guinea (Foja- och Bewanibergen)

## Status
IUCN kategoriserar arten som livskraftig.

## Namn
Fågelns vetenskapliga artnamn hedrar tyska ornitologen och evolutionsbiologen Ernst Mayr (1904-2005). Fram tills nyligen kallades den även mayrhonungsfågel på svenska, men justerades 2022 till ett enklare och mer informativt namn av BirdLife Sveriges taxonomikommitté.